# تپه گورستان گبری سامله
تپه قبرستان گبری سامله در شهرستان سنقر، بخش کلیائی، روستای سامله واقع شده و این اثر در تاریخ ۱۱ مرداد ۱۳۸۴ با شمارهٔ ثبت ۱۲۴۵۷ به‌عنوان یکی از آثار ملی ایران به ثبت رسیده است.